# 33e cérémonie des Kids' Choice Awards
La 33e cérémonie des Kids' Choice Awards aurait dû se dérouler à The Forum à Inglewood en Californie.
La cérémonie est initialement prévue le 22 mars 2020. Cependant, le 11 mars 2020, Nickelodeon a reporté la cérémonie en raison de la pandémie de maladie à coronavirus de 2019-2020. Cependant, une cérémonie, dite « virtuelle », s'est déroulée le 2 mai 2020 par visioconférence.
En France, elle a été retransmise le 23 mai 2020 sur Nickelodeon France et Nickelodeon Teen et sur MTV France.

## Hôtes
Victoria Justice

## Nominations

### Films

#### Catégorie: film préféré
- Avengers: Endgame
  - Aladdin
  - Captain Marvel
  - Jumanji: Next Level
  - Spider-Man: Far From Home
  - Star Wars, épisode IX : L'Ascension de Skywalker

#### Catégorie: acteur de film préféré
- Dwayne Johnson (Dr. Xander "Smolder" Bravestone, Jumanji: Next Level et Luke Hobbs, Fast and Furious: Hobbs and Shaw)
  - Chris Evans (Steve Rogers / Captain America, Avengers: Endgame)
  - Kevin Hart (Franklin "Mouse" Finbar, Jumanji: Next Level)
  - Chris Hemsworth (Thor, Avengers: Endgame et Henry / Agent H, Men in Black: International)
  - Tom Holland (Peter Parker / Spider-Man, Spider-Man: Far From Home)
  - Will Smith (Génie, Aladdin)

#### Catégorie: actrice de film préférée
- Dove Cameron (Mal,Descendants 3)
  - Scarlett Johansson (Natasha Romanoff / Black Widow, Avengers: Endgame)
  - Angelina Jolie (Maléfique, Maléfique : Le Pouvoir du mal)
  - Brie Larson (Carol Danvers / Captain Marvel, Avengers: Endgame/Captain Marvel)
  - Taylor Swift (Bombalurina, Cats)
  - Zendaya (MJ, Spider-Man: Far From Home)

### Télévision
(juillet 2021).

#### Catégorie: émission de téléréalité préférée
- America's Got Talent
  - American Ninja Warrior
  - America's Funniest Home Videos
  - MasterChef Junior (États-Unis)
  - The Masked Singer
  - The Voice

#### Catégorie: série télévisée d'animation préférée
- Bob l'éponge
  - Alvinnn !!! et les Chipmunks
  - Teen Titans Go!
  - Le Monde incroyable de Gumball
  - Bienvenue chez les Loud